# Rizak Dirshe
Rizak Dirshe, född 5 januari 1972 i Somalia, är en svensk friidrottare specialiserad på medeldistanslöpning. I början av sin karriär tävlade han i första hand på 800 meter, men har med tiden alltmer prioriterat 1 500 meter. Han utsågs 2004 till Stor grabb nummer 480 i friidrott. Han vann SM på 800 meter åren 1997, 1998, 2000, 2002 och 2004 och innehade det svenska rekordet på 800 meter mellan 2003 och 2017.

## Karriär
Vid Inomhus-VM i Lissabon i mars 2001 deltog Dirshe på 800 meter men blev utslagen i försöken.
Han sprang 800 meter vid EM 2002 i München och gick vidare från försöken, men slogs sedan ut i semifinalen.
Den 19 juli 2003 förbättrade Rizak Dirshe Åke Svensons svenska rekord på 800 meter från år 1975, från  1:45,94 till 1:45,45, ett rekord han skulle få behålla till 2017 då Andreas Kramer slog det. Vid VM i Paris den 28 augusti deltog han i försöken på 800 meter men blev utslagen på tiden 1:49,23 i ett relativt långsamt heat; det krävdes 1:46,68 för att gå vidare till semifinal.
Dirshe deltog på 800 meter vid Inomhus-VM 2004 i Budapest men slogs ut i sitt försöksheat efter att ha kommit på en fjärdeplats med tiden 1:50,89.
Vid 2005 års VM i Helsingfors deltog han den 11 augusti på 800 meter men åter slogs han ut i försöken, denna gång på tiden 1:48,43 emedan det krävdes 1:47,53 för att gå vidare till semifinal på tid.
Dirshe kom på nionde plats på 1 500 meter vid EM i friidrott 2006.
Vid EM inomhus 2007 i Birmingham deltog han på 1 500 meter men slogs ut i försöken.
Han tävlade på 1 500 meter vid EM i Barcelona 2010 men slogs ut i försöken.

## Finnkampen
Rizak Dirshe har sedan 2003 representerat Sverige i Finnkampen med följande resultat.
- Göteborg 2001
  - Seger på 800 meter, tid: 1:49,63
- Helsingfors 2002
  - Seger på 800 meter, tid: 1:48,34
- Helsingfors 2003
  - Seger på 800 meter, tid: 1:49,46
- Göteborg 2005
  - Andraplats på 800 meter, tid: 1:51,86
  - Diskvalificerad på 1 500 meter
- Helsingfors 2006
  - Andraplats på 800 meter, tid: 1:51,91
  - Andraplats på 1 500 meter, tid: 3:44,83
- Göteborg 2007
  - Tredjeplats på 1 500 meter, tid: 3:49,16
- Göteborg 2009
  - Seger på 1 500 meter, tid: 4:21,60

## Personliga rekord
| Utomhus - 400 meter – 47,97 (Alingsås 14 juni 2000) - 400 meter – 48,58 (Malmö 23 maj 2004) - 800 meter – 1:45,45 (Cuxhaven, Tyskland 19 juli 2003) - 1 000 meter – 2:18,92 (Stockholm 7 augusti 2007) - 1 500 meter – 3:38,47 (Stockholm 25 juli 2006) | Inomhus - 400 meter – 49,11 (Malmö 29 januari 2004) - 600 meter – 1:18,21 (Göteborg 8 februari 2003) - 800 meter – 1:47,82 (Stockholm 15 februari 2001) - 1 000 meter – 2:22,27 (Malmö 21 januari 2007) - 1 500 meter – 3:41,57 (Stuttgart, Tyskland 3 februari 2007) |